# Pomérols
Pomérols – miejscowość i gmina we Francji, w regionie Oksytania, w departamencie Hérault.
Według danych na rok 1990 gminę zamieszkiwały 1584 osoby, a gęstość zaludnienia wynosiła 144 osoby/km² (wśród 1545 gmin Langwedocji-Roussillon Pomérols plasuje się na 239. miejscu pod względem liczby ludności, natomiast pod względem powierzchni na miejscu 699.).

## Współpraca
Miejscowość partnerska:
- Aiseau-Presles, Belgia